# Kapucínské náměstí (Brno)
Kapucínské náměstí je náměstí v Brně nacházející se v městské části Brno-střed na katastrálním území Město Brno mezi náměstím Zelný trh a ulicemi Masarykovou a Muzejní. Z jižní strany k tomuto malému náměstí trojúhelníkového tvaru přiléhá kapucínský klášter.

## Pojmenování
Ve středověku, kdy se v tomto prostoru prodávalo dřevěné uhlí, bývalo náměstí označováno jako Uhelný trh, latinsky forum Carbonum a německy Kohlmarkt či Kollmarkt. Jako Kapucínské náměstí či Kapuzinerplatz bylo náměstí pojmenováno podle zdejšího kláštera kapucínů v roce 1817.

## Historie

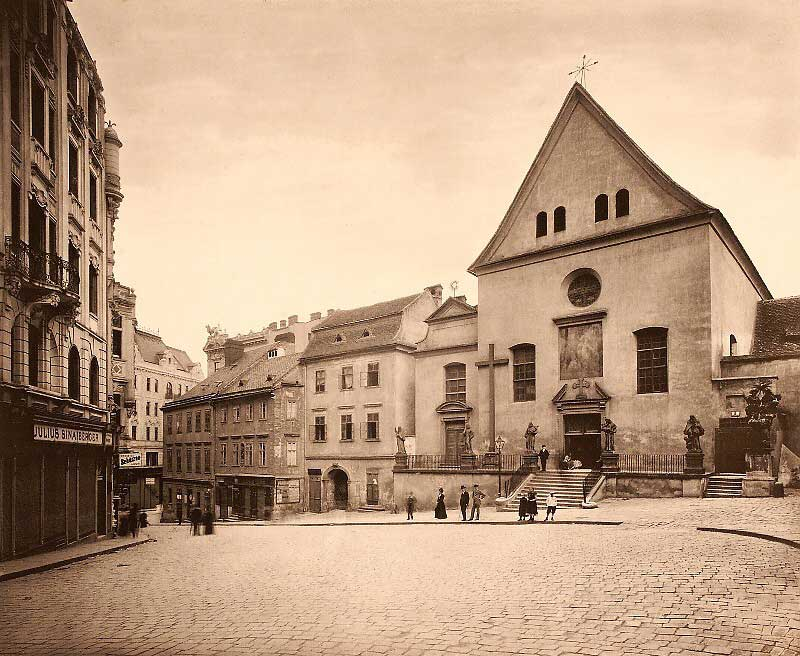
Kostel Nalezení sv. Kříže a Kapucínské náměstí na fotografii z roku 1902

Od středověku představovalo Uhelné náměstí nejmenší z brněnských městských tržišť. Jak ukazuje dřívější název tohoto místa, obchodovalo se zde především s dřevěným uhlím, ale také se dřevem na otop či s řemeslnými výrobky.
Významnou budovou stojící na pomezí dnešního Kapucínského náměstí a Zelného trhu je divadlo Reduta, které bylo zmiňováno již na počátku 17. století. V polovině 17. století byl na jižní straně náměstí vystavěn klášter řádu menších bratří kapucínů, přičemž kostel Nalezení sv. Kříže byl olomouckým biskupem Janem Gobbarem vysvěcen 7. května 1656. Od konce 18. století stával na rohu Kapucínského náměstí a dnešní ulice Masarykova zájezdní hostinec U Tří kohoutů. Kapucínské náměstí dnes tvoří přístup k Biskupskému dvoru, který se nachází v Muzejní ulici pod katedrálou svatého Petra a Pavla.